# Campeonato Asiático de Hóquei em Patins de 2025
O Campeonato Asiático de Hóquei em Patins é uma competição de Hóquei em Patins em que participam as seleções dos continentes da Ásia e Oceânia e que acontece de dois em dois anos. Esta competição é organizada pela World Skate Asia – Rink Hockey e World Skate Oceania – Rink Hockey. Este torneio qualifica para os Jogos Mundiais de Patinagem.
O Campeão da Ásia-Oceânia ocupa uma vaga na agora Intercontinental Championship  e cinco vagas na Challenger's Championship no Campeonato do Mundo de Hóquei em Patins Masculino de 2026 que se vai realizar em Assunção, no Paraguai .

## Países Participantes
| China         | Macau | Hong Kong     |
| Índia         | Japão | Taipé Chinesa |
| Nova Zelândia |       |               |
| ------------- | ----- | ------------- |

## Fase Final
O Campeonato disputa-se a uma só volta todos contra todos.

| Time          | J | V | E | D | GP  | GC   | SG   | Pts |
| ------------- | - | - | - | - | --- | ---- | ---- | --- |
| Taipé Chinesa | 6 | 6 | 0 | 0 | 153 | 19   | +134 | 18  |
| Índia         | 6 | 5 | 0 | 1 | 108 | 12   | +96  | 15  |
| Macau         | 5 | 4 | 0 | 1 | 123 | 32   | +91  | 12  |
| Japão         | 6 | 3 | 0 | 3 | 38  | 28   | +10  | 9   |
| Nova Zelândia | 6 | 2 | 0 | 4 | 70  | 42   | +28  | 6   |
| China         | 6 | 1 | 0 | 5 | 20  | 0132 | −112 | 3   |
| Hong Kong     | 6 | 0 | 0 | 6 | 1   | 248  | −247 | 0   |

|               | CHN | HKG    | IND    | JPN    | MAC    | NZL    | TWN    |
| ------------- | --- | ------ | ------ | ------ | ------ | ------ | ------ |
| China         | –   | 10 – 0 | 0 – 32 | 3 – 7  | 2 – 34 | 3 – 26 | 2 – 33 |
| Hong Kong     |     | –      | 0 – 50 | 0 – 14 | 0 – 71 | 1 – 29 | 0 – 73 |
| Índia         |     |        | –      | 6 – 2  | 11 – 2 | 5 – 1  | 4 – 7  |
| Japão         |     |        |        | –      | 4 – 5  | 8 – 4  | 3 – 10 |
| Macau         |     |        |        |        | –      | 7 – 4  | 4 – 11 |
| Nova Zelândia |     |        |        |        |        | –      | 6 – 18 |
| Taipé Chinesa |     |        |        |        |        |        | –      |

## Classificação Final
| Rank | Pais          | Qualificação          |
| ---- | ------------- | --------------------- |
|      | Taipé Chinesa | Taça Intercontinental |
|      | Índia         | Taça Challenger       |
|      | Macau         | Taça Challenger       |
| 4º   | Japão         | Taça Challenger       |
| 5º   | Nova Zelândia | Taça Challenger       |
| 6º   | China         | Taça Challenger       |
| 7º   | Hong Kong     | Taça Challenger       |

Resultados -